# 清武町新町
清武町新町（きよたけちょうしんまち）とは、宮崎県宮崎市および旧宮崎郡清武町の地名。清武地域自治区に属している。郵便番号は889-1611。1丁目・2丁目が設置されているが、住居表示未実施地区である。

## 地理
宮崎市の中南部、清武川左岸に位置する。もともと宮崎郡清武町の一部であった。北方を清武町加納、西方を清武町船引、清武町西新町、東方を清武町木原と接する。

## 歴史
- 2010年（平成22年）3月23日 - 清武町が宮崎市に編入合併となる。

## 世帯数と人口
2023年（令和5年）3月1日現在の世帯数と人口は以下の通りである。
| 町丁            | 世帯数  | 人口  |
| --------------- | ------- | ----- |
| 清武町新町1丁目 | 188世帯 | 136人 |
| 清武町新町2丁目 | 329世帯 | 376人 |

## 小・中学校の学区
市立小・中学校に通う場合、学区は以下の通りとなる。
| 町名       | 小学校             | 中学校             |
| ---------- | ------------------ | ------------------ |
| 清武町新町 | 宮崎市立清武小学校 | 宮崎市立清武中学校 |

## 交通

### バス
宮交グループの運営するバスが営業している。

### 道路
- 宮崎県道13号高岡郡司分線
- 宮崎県道27号宮崎北郷線